# Parafia św. Macieja Apostoła w Głuchowie
Parafia św. Macieja Apostoła w Głuchowie - rzymskokatolicka parafia położona w południowej części powiatu tureckiego. Administracyjnie należy do diecezji włocławskiej (dekanat dobrski).

## Duszpasterze
- proboszcz: ks. Maciej Burszewski (od XII 2021)

## Kościoły
- kościół parafialny: Kościół św. Macieja Apostoła w Głuchowie

## Historia
Parafia w Głuchowie została erygowana na przełomie XIV i XV wieku. Jest tak mała, że często ze względu na słabe uposażenie, była zarządzana przez duszpasterzy z sąsiednich parafii, na ogół z Tokar.
O kościele parafialnym pozostała wzmianka w dokumencie z drugiej połowy XV wieku. Był on wówczas pod wezwaniem Matki Boskiej Śnieżnej. Kolejny pod wezwaniem św. Macieja Apostoła, konsekrowany był w 1607 roku. W 1783 roku, miejscowy dziedzic Tomasz Gałczyński wybudował drewniany kościół. Przetrwał do 1919 roku, kiedy to spłonął. Parafia nabyła spichlerz i na jego bazie powstał w okresie międzywojennym nowy kościół parafialny.

## Zasięg terytorialny
W skład parafii wchodzą miejscowości: Borek, Głuchów, Wilczków, oraz Rzymsko BG.